# Чёрная флейтовая птица
Чёрная флейтовая птица (лат. Melloria quoyi) — вид птиц из семейства ласточковых сорокопутов. Единственный представитель рода Melloria. Выделяют пять подвидов. Распространены на Новой Гвинее, севере Австралии и близлежащих островах. Родовое название дано в честь австралийского орнитолога Джона Меллора, видовое название — в честь французского зоолога Жан-Рене-Констана Куа (фр. Jean René Constant Quoy, 1790—1869).

## Таксономия
Результаты молекулярного исследования 2013 года показали, что сестринским таксоном чёрной флейтовой птицы является австралийская ворона-свистун (Gymnorhina tibicen). Считается, что предок этих двух видов отделился от других флейтовых птиц в период позднего миоцена — раннего плиоцена (8,3—4,2 млн лет назад), а сами два вида разошлись в течение плиоцена (5,8—3,0 млн лет назад).

## Описание
Чёрная флейтовая птица достигает длины 33—44 см и массы от 148 до 196 г (подвид не указан), или 180—220 г (подвид M. q. spaldingi). Половой диморфизм не выражен. Взрослые особи номинативного подвида полностью чёрного цвета, на спине окраска оперения более яркого иссиня-чёрного цвета, брюхо более тусклое. Хвост длинный, на присаде кончик хвоста кажется прямым, а в полёте закругленным. Радужная оболочка коричневая. Массивный клюв с крючковатым кончиком; сине-серого или молочно-голубого цвета, дистальная треть чёрная. Ноги тёмно-серые или чёрные.

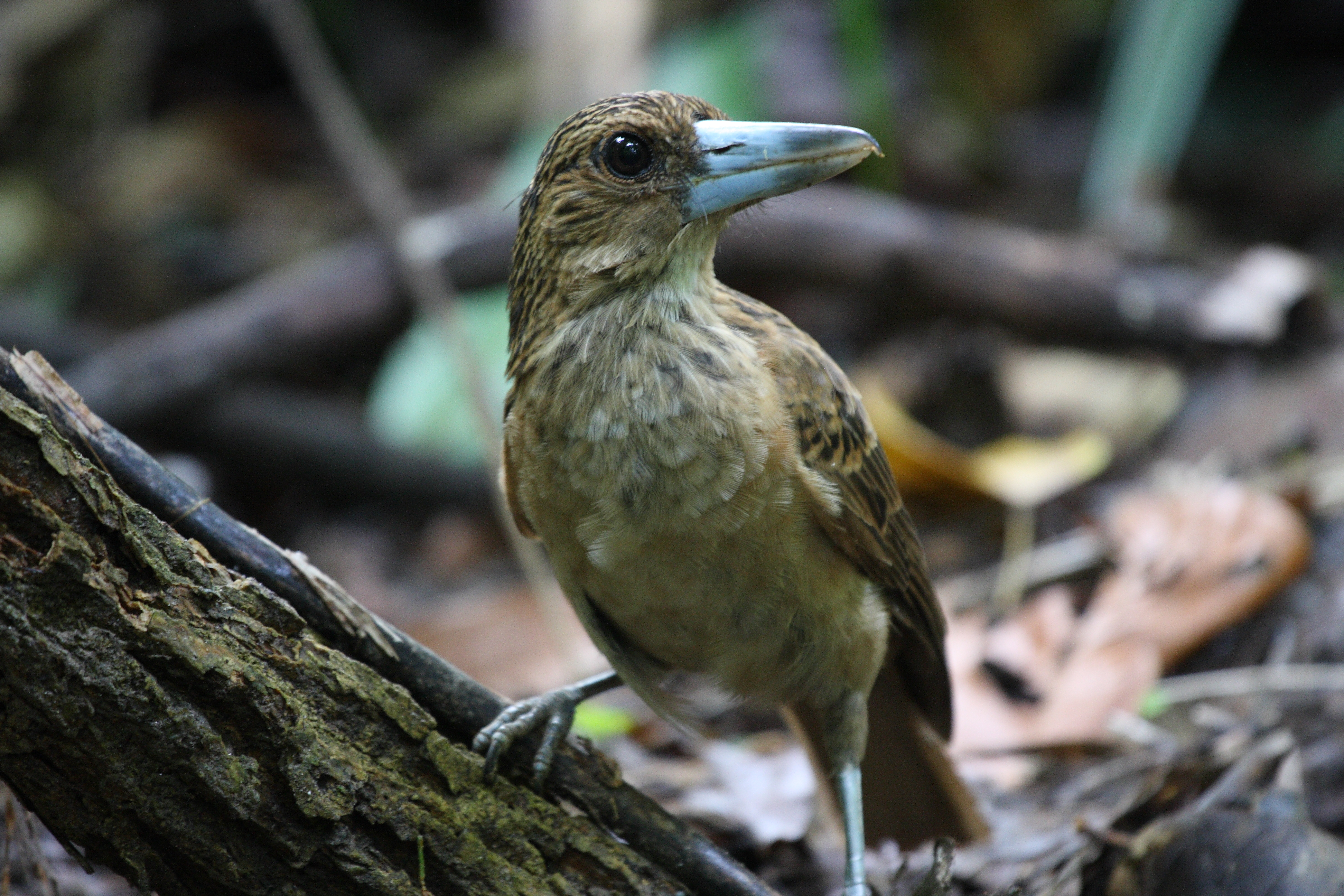
Молодая особь

У молодых особей нижняя часть тела тускло-чёрная или коричневато-чёрная, радужная оболочка коричневато-жёлтая, клюв бледно-серый, ноги тёмно-серые. Неполовозрелые особи похожи на взрослых, но нижняя часть тела и верх крыльев более тускло-черновато-коричневого цвета, контрастирующие с блестящей головой, шеей и спиной, область голубоватого цвета у основания клюва становится более обширной с возрастом. 
Подвиды различаются главным образом размерами и морфологией клюва: подвид M. q. alecto крупнее номинанта, промежуточный по размеру между следующими двумя подвидами; M. q. spaldingi — самый крупный подвид (длина 42—44 см), с тонким клювом; M. q. jardini меньше предыдущего (масса 167 г), с коротким тонким клювом; M. q. rufescens меньше последнего (длина 33—38 см), с коротким тонким клювом, незрелые особи либо рыжевато-коричневые, либо тускло-чёрные (иногда оба типа встречаются в одном выводке).

## Вокализация
Песня представляет собой громкий, насыщенный мелодичный йодль, иногда (например, на рассвете в сезон размножения) исполняемая длинными партиями. Характерно антифонное пение самцов и самок, особенно в начале сезона размножения. Ранним утром самец издает звук «gronk, gronk» с присады в кроне деревьев.

## Места обитания и поведение
Представители номинативного подвида встречаются в большинстве типов лесов, расположенных на равнинах и холмах на высоте до 1300 метров над уровнем моря. На юге Новой Гвинеи, севере и северо-востоке Австралии населяют в основном мангровые леса и заросли вдоль влажных побережий, а также прибрежные тропические леса и прилегающие лесные массивы, включая открытые травянистые редколесья. Чёрная флейтовая птица держится поодиночке, парами или в небольших семейных стаях. Проводит большую часть дня, сидя на высоком дереве, выискивая добычу. Ведёт оседлый образ жизни. Территориальный вид, не покидает облюбованную территорию в течение всего года.

## Питание
Чёрная флейтовая птица питается беспозвоночными, главным образом насекомыми. В состав рациона входят также мелкие позвоночные, такие как ящерицы, мелкие змеи, лягушки, мелкие млекопитающие и птицы, включая птенцов, мелкие крабы и рыба. Небольшую часть рациона составляют фрукты.
Чёрная флейтовая птица иногда кормится на земле, но в лесу добывает корм в основном на высоте 8—30 м от земли под пологом леса; также роется в подстилке. В мангровых зарослях добывает корм под пологом на стволах, ветвях, ходульных корнях и земле. Добычу, слишком крупную, чтобы её можно было съесть целиком, помещает в трещину или развилку ветвей или насаживает на шип, а затем расчленяет.

## Размножение
Сезон размножения приходится на сухое время года и продолжается на Новой Гвинее с августа по начало января с пиком в сентябре — октябре, а в Австралии с сентября по конец января с пиком октябре — ноябре. Гнездо представляет собой неопрятную чашу из палок и прутьев, диаметром 25 см и глубиной 8 см; изнутри может быть выстлано корешками и травой. В Австралии гнездо размещается в вертикальной развилке на высоте 5—15 м над землей или (в Западной Австралии) на высоте 5—7 м в вертикальной развилке высоких мангровых зарослей и часто нависает над приливным ручьем. Часто гнёзда сооружаются каждый год на одной и той же территории, хотя и не на том же дереве. На северо-востоке Австралии (полуостров Кейп-Йорк) трубящая райская птица (Phonygammus keraudrenii) часто гнездится вблизи гнезд чёрной флейтовой птицы, очевидно извлекая выгоду из агрессивной защиты гнезд последним видом. В кладке 2—4 яйца (обычно три) размером около 33 х 24 мм; окраска варьируется от кремовой до серовато-зелёной, оливково-серой или серовато-голубой, с насыщенными красновато-коричневыми или более тёмными точками, пятнами и вкраплениями, сосредоточенными на более толстом конце. Информация о сроках инкубации и выкармливании птенцов отсутствует.

## Подвиды и распространение
Выделяют пять подвидов:
- Melloria quoyi quoyi (Lesson & Garnot, 1827) — номинативный подвид, распространён на всей территории Новой Гвинеи (за исключением района южнее реки Флай), а также на островах Раджа-Ампат и Япен
- Melloria quoyi spaldingi (Masters, 1878) — северо-восток Западной Австралии, север  Северной территории и острова Тиви
- Melloria quoyi alecto (Schodde & Mason, 1999) — распространён вдоль южного побережья Новой Гвинеи южнее реки Флай, а также на островах Ару, Дару и Бойга и северо-востоке Квинсленда
- Melloria quoyi jardini (Mathews, 1912) — полуостров Кейп-Йорк
- Melloria quoyi rufescens (De Vis, 1883) — распространён вдоль северо-восточного побережья штата Квинсленд